# Vermenon
 (avril 2014).
Si vous disposez d'ouvrages ou d'articles de référence ou si vous connaissez des sites web de qualité traitant du thème abordé ici, merci de compléter l'article en donnant les références utiles à sa vérifiabilité et en les liant à la section « Notes et références ».
 (avril 2014).
Le Vermenon est une rivière française arrosant le département de la Drôme. C'est un affluent du Jabron.

## Géographie
La longueur de son cours d'eau est de 14,1 km.

## Communes traversées
Le Vermenon traverse sept communes de la Drôme :
- La Bâtie-Rolland, La Bégude-de-Mazenc, Espeluche, Salettes, Souspierre, Saint-Gervais-sur-Roubion, Montboucher-sur-Jabron.

## Affluents
Le Vermenon a un affluent, le Bramefaim.